# 玉龙镇 (盐亭县)
玉龙镇，是中华人民共和国四川省绵阳市盐亭县下辖的一个乡镇级行政单位。

## 行政区划
玉龙镇下辖以下地区：
望江社区、麒麟社区、榉溪村、飞龙村、红石村、梓江村、新家沟村、白垭村、锣滩村、青垭村、照红村、罐龙村、双马村、阳兴村、杨家村、胥家桥村、荣华村、小垭村、觉皇村、钟沟村、周家村、兰草村、盘垭村、星火村、保和村、大岭村、中峰村、来龙村、五凤村和红金村。
2019年12月，撤销黄溪乡，将其所属行政区域划归玉龙镇管辖。调整后，玉龙镇辖原黄溪乡和望江社区、麒麟社区、飞龙社区、红石村、梓江村、新家沟村、柏垭村、青垭村、照红村、双马村、阳兴村、胥家桥村、祥龙村、周家村、兰草村、盘龙村、中岭村、五凤村、星火村、保和村所属行政区域，玉龙镇人民政府驻望江街31号。